# Kill to Get Crimson
Kill to Get Crimson — пятый сольный студийный альбом британского исполнителя Марка Нопфлера, выпущенный в 2007 году. Альбом дебютировал на 26 месте в США (по версии топ 200 журнала Billboard) с продажами 23 000 копий за первую неделю.

## Об альбоме
В июле 2007 года появился анонс, в котором сообщалось, что 17 сентября после трёхлетнего перерыва назначен официальный релиз пятой сольной пластинки.
В оформлении конверта компакт-диска использована работа английского художника Джона Братби «Four Lambrettas and Three Portraits of Janet Churchman», написанная им в 1958 году.

### Продажи
CD был записан и выпущен им 2007 году (см. 2007 год в музыке) в следующем составе:
- Синглы:[5]
  - «True Love Will Never Fade» (Европа), в неё вошли песни:
    1. «True Love Will Never Fade»;
    2. «Boom, Like That» (live).

  - «Punish The Monkey» (США и Канада).
- Альбом выходил в следующем хронологическом порядке:
  - 14 сентября — Германия
  - 17 сентября — Англия
  - 18 сентября — США и Канада

Кроме того, выпущен бонусный DVD диск Limited Edition.
Издатель российской локализации альбома — Universal Music:
| Издательство    | Студия звукозаписи | Производитель | Торговая марка |
| --------------- | ------------------ | ------------- | -------------- |
| Warner Brothers |                    |               |                |

## Список композиций
Все песни были написаны Марком Нопфлером:
1. True Love Will Never Fade — 4:21
2. The Scaffolder’s Wife — 3:52
3. The Fizzy and the Still — 4:07
4. Heart Full of Holes — 6:36
5. We Can Get Wild — 4:17
6. Secondary Waltz — 3:43
7. Punish the Monkey — 4:36
8. Let It All Go — 5:17
9. Behind With the Rent — 4:46
10. The Fish and the Bird — 3:45
11. Madame Geneva’s — 3:59
12. In the Sky — 7:29

## Рецензии
Самая нейтральная и обобщающая оценка:

Пятый сольный альбом Марка Нопфлера под названием Kill to Get Crimson появляется на свет 17 сентября. В оформлении конверта пластинки использована работа английского художника Джона Братби, основателя такого направления в искусстве поздних 50-х годов, как «кухонная раковина». В продюсировании диска принял участие сам Марк Нопфлер, а также парочка его старых соратников — бывший клавишник Dire Straits Гай Флетчер (Guy Fletcher) и Чак Энлей (Chuck Ainlay), известный по прежним сольным работам Нопфлера и альбомам Dire Straits. Первым официальным синглом в Европе с альбома Kill to Get Crimson становится песня «True Love Will Never Fade», заглавная композиция с которого и станет украшением эфира Радио РОКС и, возможно, в дальнейшем станет новым золотым хитом бывшего лидера Dire Straits.— Рецензия от радио Рокс перед выходом альбома
- Рецензия альбома на Zaneslo
- Рецензия альбома в «Новая газета»
- Рецензия альбома на «DELFI»
- Три слова об альбоме на Звуки ру
- Медленная хорошая музыка на MIX FM Рига
- Рецензия альбома (недоступная ссылка) в газете «Известия»

### Чарты
| Хит-парад Европы | Хит-парад Германии | Хит-парад Италии |
| --- | --- | --- |
| 1. «All The Lost Souls» James Blunt 2. «Kill To Get Crimson» Mark Knopfler 3. «Curtis» 50 Cent 4. «Amy Winehouse» Back To Black 5. «La Radiolina» Manu Chao | 1. «All The Lost Souls» Blunt, James 2. «Kill To Get Crimson» Knopfler, Mark 3. «Venus Doom» Him 4. «Einmal Ja-immer Ja» Rossi, Semino 5. «Das Optimale Leben» Louisan, Annett                 | 1. «All The Lost Souls» Blunt James 2. «Kill To Get Crimson» Knopfler Mark 3. «Vicky Love» Antonacci B. 4. «Scream» Tokio Hotel 5. «Uno» Marlene Kuntz                             |
| Хит-парад Швейцарии | Хит-парад Швеции | Хит-парад Дании |
| 1. «All The Lost Souls» James Blunt 2. «La radiolina» Manu Chao 3. «Kill To Get Crimson» Mark Knopfler 4. «Curtis» 50 Cent 5. «Venus Doom» Him              | 1. «One Chance» Paul Potts 2. «MДnniskor Som Du Och Jag» Peter JЦback 3. «All The Lost Souls» James Blunt 4. «Kill To Get Crimson» Mark Knopfler 5. «Mina Egna Favoriter» Hans Martin & Tommys | 1. «M:g: p 2007: De Unges» Diverse 2. «One Chance» Paul Potts 3. «Count To Ten» Tina Dickow 4. «GEr Gennem Tiden 197» Rugsted & Kreutzfeldt 5. «Kill To Get Crimson» Mark Knopfler |

## Участники записи
- Марк Нопфлер — гитара, вокал;
- Гай Флетчер — клавишные
- Глен Ворф — бас-гитара и контрабас
- Денни Каммингс — барабаны и перкуссия

Приглашённые музыканты:
- Ian Lowthian — аккордеон
- Джон МакКаскер — скрипка и ситар (лютня)
- Фрэнк Риккоти — вибрафон
- Крис Вайт — флейта, саксофон и кларнет
- Стив Сидвелл — труба